# Ȧ
Ȧ（小寫字母：ȧ）是拉丁字母中的一個字母，由A加上一個上句點所形成，主要用於利沃尼亞語。有時會被用來做為低央元音（IPA：[ä]）的標音符號。